# Artabotrys vanprukii
Artabotrys vanprukii este o specie de plante angiosperme din genul Artabotrys, familia Annonaceae, descrisă de William Grant Craib. Conform Catalogue of Life specia Artabotrys vanprukii nu are subspecii cunoscute.